# ワスプ (CV-18)
ワスプ (USS Wasp, CV/CVA/CVS-18) は、アメリカ海軍の航空母艦。エセックス級航空母艦の6番艦（就役も6番目）。この名を持つ艦としては9隻目にあたる。「スティンガー」の愛称で呼ばれた。

## 艦歴

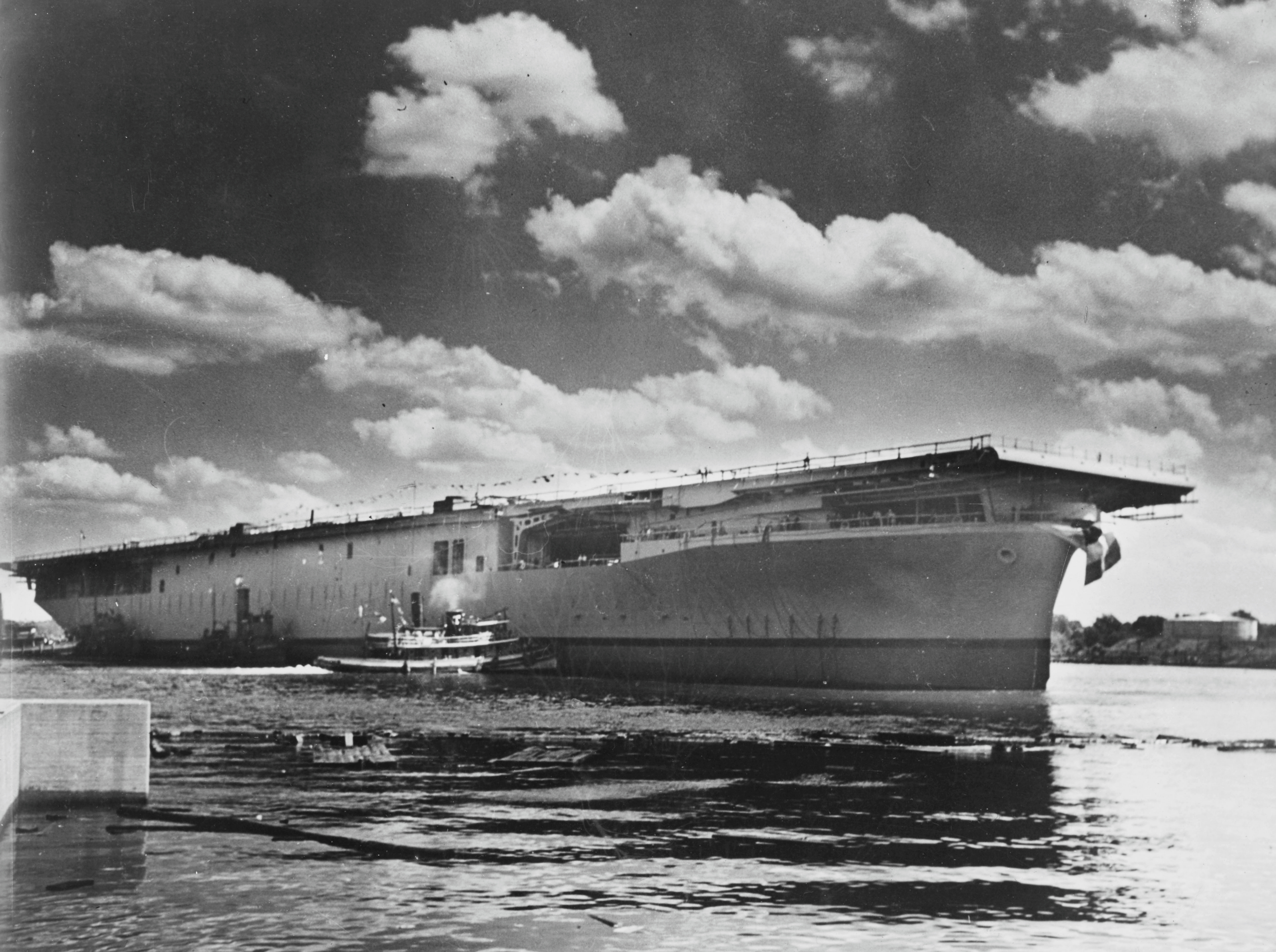
「ワスプ」の進水式

「ワスプ」は1942年3月18日に「オリスカニー」の艦名でマサチューセッツ州クインシーのベスレヘム・スチール株式会社・フォアリバー造船所で起工した。1942年9月15日に沈没した空母「ワスプ (USS Wasp, CV-7) 」を追悼し、1942年11月13日に「ワスプ」と改名される。1943年8月17日にマサチューセッツ州選出上院議員デヴィッド・W・ウォルシュの妹ジュリア・M・ウォルシュによって進水し、1943年11月24日に初代艦長クリフトン・スプレイグ大佐の指揮下で就役した。

### 第二次世界大戦

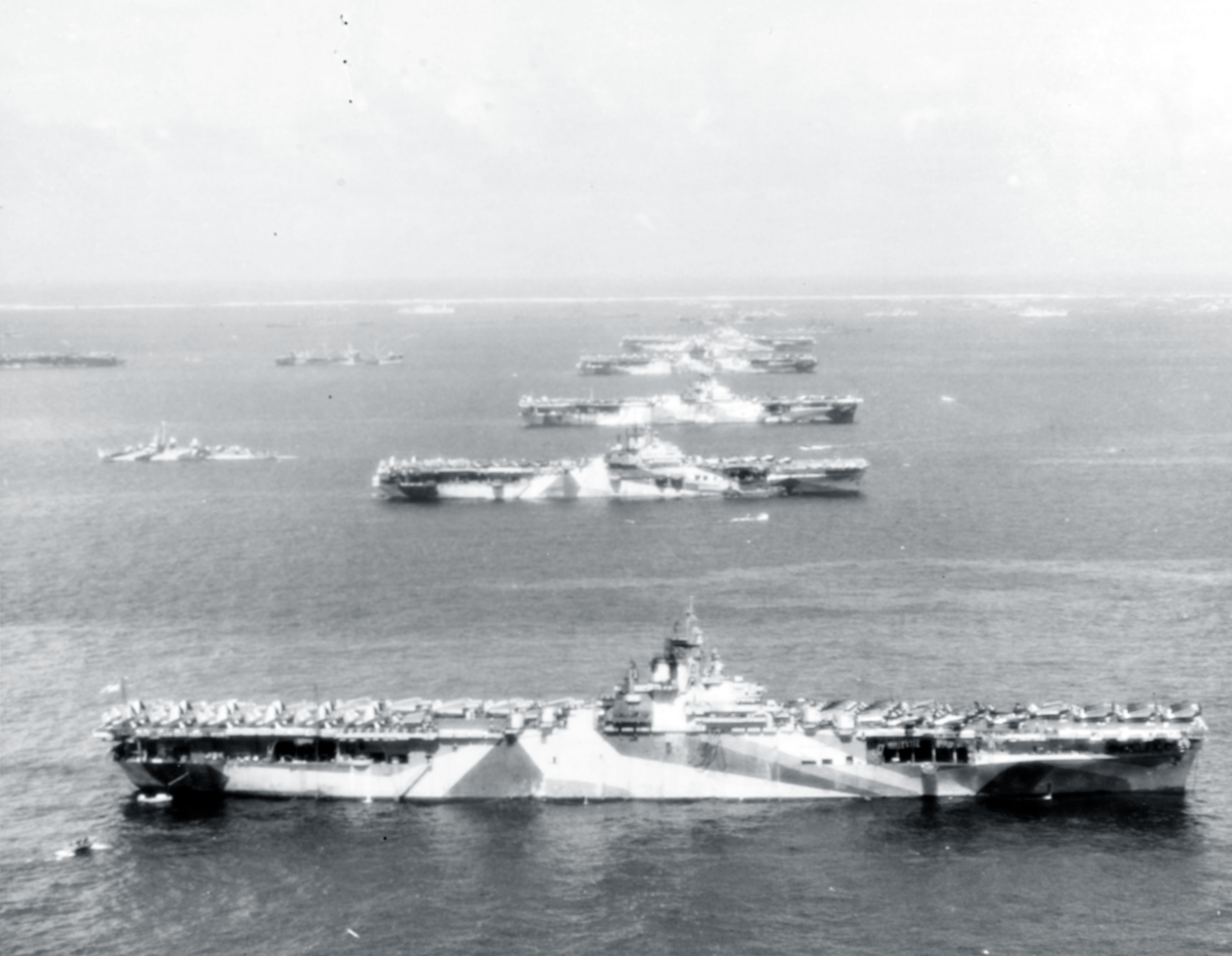
1944年12月8日、ウルシー環礁にて(一番手前)

1943年の終わりまで整調巡航を行い、その後補修のため短期間ボストンに戻った。1944年1月10日に「ワスプ」はボストンを出港しバージニア州ハンプトン・ローズに向かう。同月末まで同地に留まり、その後トリニダードへ向かい2月22日に到着する。5日後ボストンに帰還し、太平洋展開の準備を行う。3月初めに「ワスプ」は南へ向かい、パナマ運河を通過し3月21日にカリフォルニア州サンディエゴに到着、4月4日に真珠湾に到着した。
ハワイ海域での訓練演習に続いて、「ワスプ」はマーシャル諸島へ向けて出航し、マジュロ環礁でマーク・ミッチャー中将指揮下に新たに創設されたアルフレッド・E・モントゴメリー少将率いる第58.6任務群に加わった。5月14日に同任務群に属する姉妹艦の「エセックス (USS Essex, CV-9) 」および「サン・ジャシント (USS San Jacinto, CV-30) 」と共に、「ワスプ」は南鳥島、ウェーク島への攻撃に出航、その目的は新たな任務群に戦闘経験を与えることと、航空機パイロットのための目標選択システムのテストおよび来るべきマリアナ諸島侵攻作戦に向けて敵の抵抗を弱めることであった。部隊は南鳥島に接近すると分離し、「サン・ジャシント」は北に向かい日本軍の哨戒艇を捜索した。「ワスプ」と「エセックス」は5月19日と20日に攻撃を行い、島の建造物を破壊した。アメリカ軍機は激しい対空砲火に晒されたものの、同島の日本軍部隊に大きな損害を与えた。
5月21日は悪天候のため、航空機の発艦は取りやめられ、2隻の空母は再び「サン・ジャシント」と合流、ウェーク島へ向かった。5月24日、3隻の空母から飛び立った航空機部隊は島を攻撃し、ウェーク島の日本軍に大きな損害を与えた。しかしながら、それぞれの機に装備された目標選択システムは海軍が期待した性能を発揮できなかった。その後戦術航空部隊指揮官は、部隊の機に対して攻撃指示を再開することとなった。
ウェーク島への攻撃後、第58.6任務群はマジュロ環礁に帰還し、マリアナ諸島攻撃の準備に入る。6月6日に「ワスプ」は同じくモントゴメリー少将が指揮する第58.2任務群に転属となり、サイパン島攻撃に出撃した。6月11日の午後に「ワスプ」と姉妹艦は戦闘機を発艦させ、サイパン島およびテニアン島の日本軍飛行場への攻撃を行わせた。部隊はおよそ30機の迎撃機による攻撃を受けたものの、その大半を撃墜した。激しい対空砲火にもかかわらず、アメリカ軍機は地上に駐機する多くの日本軍機を破壊した。3日後、米軍の戦闘機及び爆撃機がサイパン周辺に展開し、6月15日に上陸するアメリカ軍部隊への援護を行った。 その後6月の朝まで58.2任務群と58.3任務群の航空隊はサイパンの海兵隊のための近接航空支援を行った。その後、これらの空母は、近接航空支援の任務を陸軍航空隊に引き継ぎ、父島と硫黄島への攻撃から帰還した第58.1任務群と第58.4任務群に合流し、マリアナ沖海戦に参加した。本海戦において、「ワスプ」は同型艦「バンカー・ヒル (USS Bunker Hill, CV-17) 」とともに軽微な損傷を負った。
9月9日、「ワスプ」はモロタイ島、ペリリュー島、およびウルシー環礁の攻略を支援するためにフィリピン南部の攻撃に向かった。 「ワスプ」を含む空母部隊の攻撃隊は9日と10日にミンダナオ島の飛行場を攻撃した際、ほとんど抵抗を受けなかった。 9月12日と13日のビサヤ諸島に対する空襲も同様に成功した。 南部フィリピンにおける日本の防空能力の欠如の報告は、連合軍が11月16日に始める予定だったミンダナオ島攻略を中止し、レイテ島攻略を前倒しするきっかけとなった。

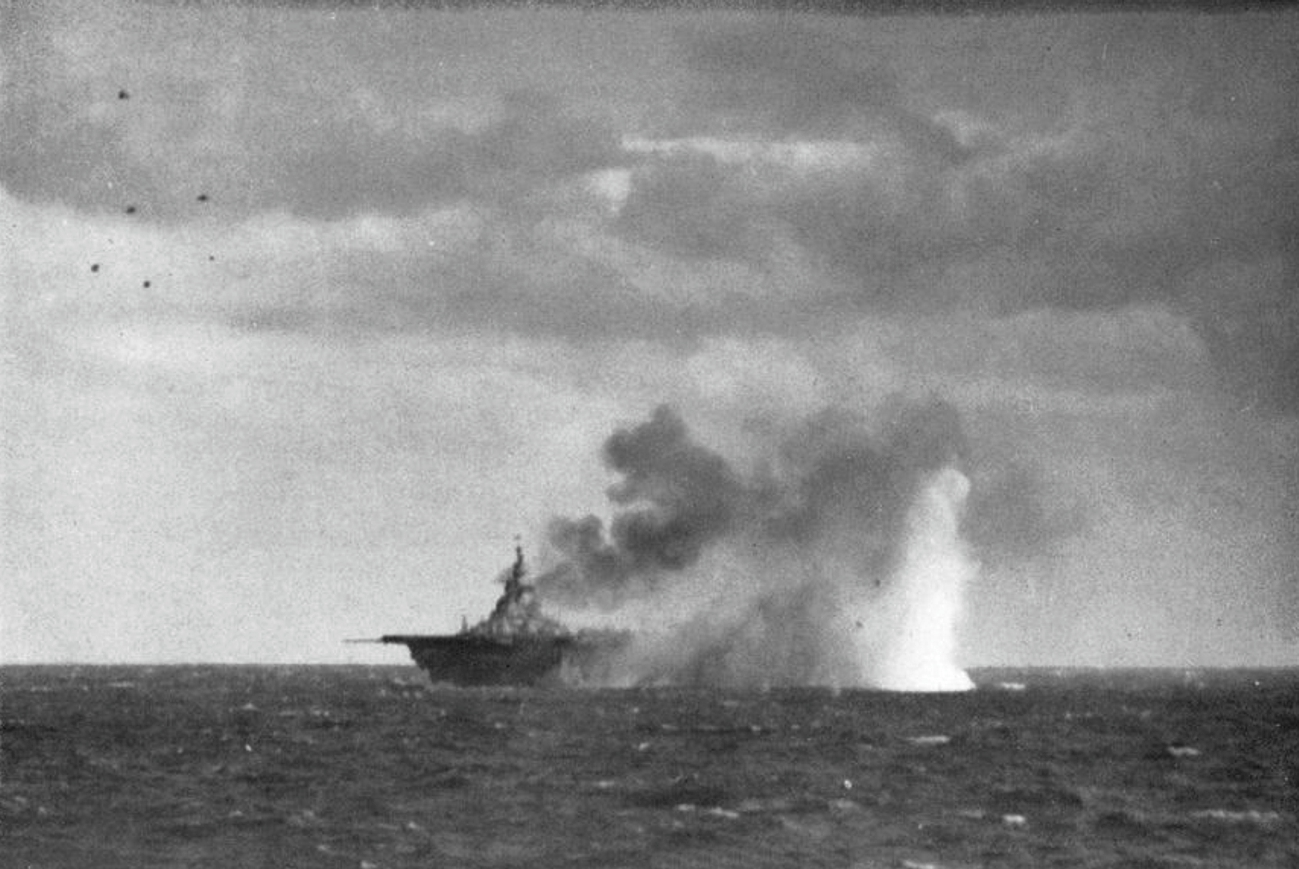
1945年3月19日、爆撃を受ける

1945年3月18日、「ワスプ」を含む空母12隻を基幹とするマーク・ミッチャー中将率いる第58任務部隊の艦上機約1,400機が、第5艦隊司令長官レイモンド・スプルーアンス大将による指揮のもと日本近海に現れ、九州、四国、和歌山などの各地域を襲った。これに対して日本軍は、宇垣纏海軍中将率いる第五航空艦隊（指揮下の陸軍飛行戦隊2個に属する四式重爆撃機「飛龍」を含む）が反撃を開始し、九州沖航空戦が始まった。神風特別攻撃隊を含めた日本軍機の攻撃で、空母「エンタープライズ (USS Enterprise, CV-6) 」「ヨークタウン (USS Yorktown, CV-10) 」「イントレピッド (USS Intrepid, CV-11) 」が小破した。しかしこの日、日本軍は特攻機69機を含む攻撃部隊全193機のうち、約8割である161機を失い、このほか50機が地上で損傷を受けた。さらにアメリカ軍機を迎撃した零式艦上戦闘機も47機の損害を出した。米軍機の損害は29機撃墜、2機損傷にとどまった。
翌3月19日、任務部隊の一部は室戸岬のおよそ80キロ沖にまで接近。艦上機部隊は主に瀬戸内海を空襲し、呉軍港に停泊中の日本の水上艦艇の一部を損傷させた（呉軍港空襲）。これに対し日本軍は、特攻隊を交えた出撃可能な全航空兵力をもって激しく反撃。室戸岬に最も近づいていた「フランクリン (USS Franklin, CV-13) 」と「ワスプ」は爆撃を受け損傷した。「ワスプ」には500ポンド徹甲爆弾1発が命中が命中。爆弾は飛行甲板と格納庫甲板を貫通して爆発し、おおよそ102名、または101名が死亡した。
死傷者の合計は約370名にのぼった。
「ワスプ」は1945年4月13日、本土に修理のために回航された。復帰は終戦間際の1945年7月にずれこんだ。修理の際、12..7ミリ機関銃四連装銃座 が6基設置された。これは元々陸軍の装備であったが、特攻機対策の検証の一環でエリコン20ミリ機関砲の代わりに試験的に導入されたものである。しかし門数が増えても元々の威力や射程が劣るため、有効ではなかった。
1945年8月からワスプは日本本土近海へ接近、工場や飛行場に空襲を行っていた。そんな中、長崎に原爆が投下された日、8月9日午後、神風特別攻撃隊第二次流星隊（752海軍航空隊所属）の流星6機による、時間バラバラの区隊分け攻撃を受け、大半の機が撃墜される中、1機の流星（又は601空の彗星）による特攻で駆逐艦ボリー（DD-704）は大破、前線離脱した。この後の対空戦闘により全機を撃墜し、安堵している中、軽巡サンディエゴは雲の切れ目から、流星1機とF4U1機が飛行しているのを見つける。そして流星はF4Uにより、炎上。F4Uは味方艦の対空攻撃射程内に入るため、離脱した。しかし、流星にはF4Uが追跡していたため、レーダー要員は気づかなかった。そして流星はついにワスプ直上へ到達。それを対空機銃の整備員が発見。流星は急降下を始め、すぐに対空機銃、対空砲を発砲し、流星は風防が割れた。搭乗員を負傷させたか、死亡させたかするも、それでも流星は急降下を続け、翼を集中攻撃すると流星は翼が折れ、操縦不能に陥り、ワスプの甲板からわずかに離れた海面に衝突した。この完全な奇襲にワスプは直前まで気づかなかった。あと少し、流星の軌道がずれていたら間違いなく、甲板に衝突していた。
終戦後の8月26日、台風に遭遇し、波浪により飛行甲板が圧壊する被害を被った。

### 戦後

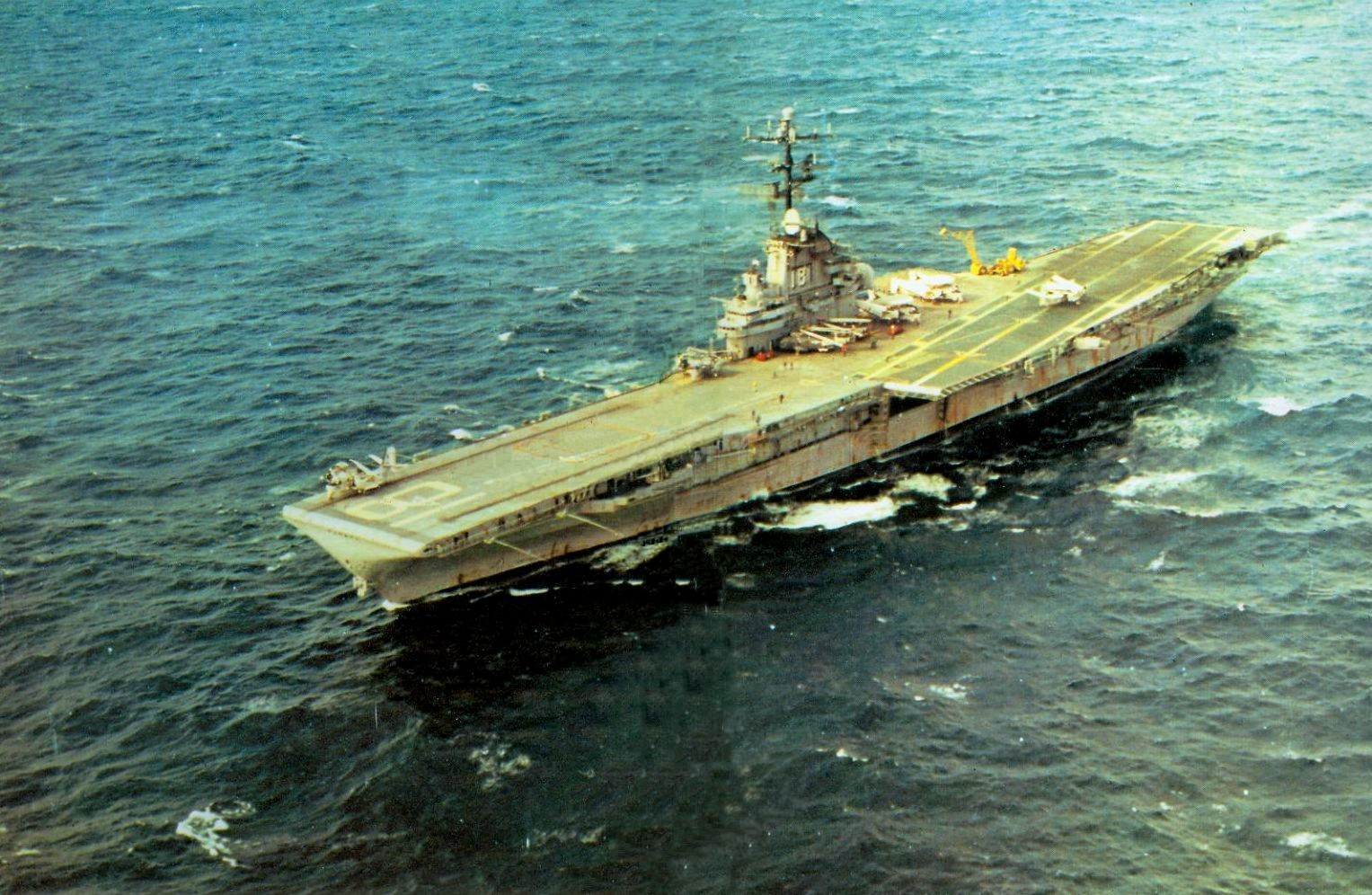
1970年撮影

大戦後の海軍の縮小に伴い、「ワスプ」も他の同型艦の多くと同様に予備役に編入される。1947年2月17日に退役して保管状態に入るが、SCB-27A改装により近代化されることが決定する。「ワスプ」は同型艦「エセックス」とともに、本改装を最初に受けた艦となった。改装を完了したのち、1951年9月に再就役する。
1952年、駆逐艦「ホブソン(USS Hobson, DMS-26) 」と衝突。「ホブソン」は沈没し、「ワスプ」も損傷した。1955年2月には大陳島撤退作戦に参加した。1956年に対潜空母CVS-18に変更された。
1962年のキューバ危機では封鎖艦隊に参加した。
「ワスプ」は1971年7月2日にクォンセット・ポイントに戻り、続く2ヶ月間をバミューダ海域で行われる演習「Squeeze Play IX」の準備と実施に費やした。8月はフロリダ州メイポートに移る間に東海岸海軍予備役航空部隊と共に訓練を行った。8月26日に母港に帰還し、翌月は母港で過ごした。9月23日に演習「Lantcortex 1-72」に向けて出航し、10月6日に完了した。10月の残りは作戦活動に従事しバミューダ、メイポート、ノーフォークを訪れる。11月4日にクォンセット・ポイントに帰還した。
4日後、「ワスプ」はニューポート・ニューズ造船所に向けて出航し、11月22日まで入渠した。その後母港に戻り、年末まで同地に留まり、退役に備えた。
1972年3月1日に「ワスプ」の退役と除籍の予定が発表された。退役式典は1972年7月1日に実施された。1973年5月21日にニューヨークのユニオン・ミネラルズ・アンド・アロイ社に売却され、その後スクラップとして廃棄された。
「ワスプ」は第二次世界大戦の戦功で8つの従軍星章を受章した。

## ギャラリー

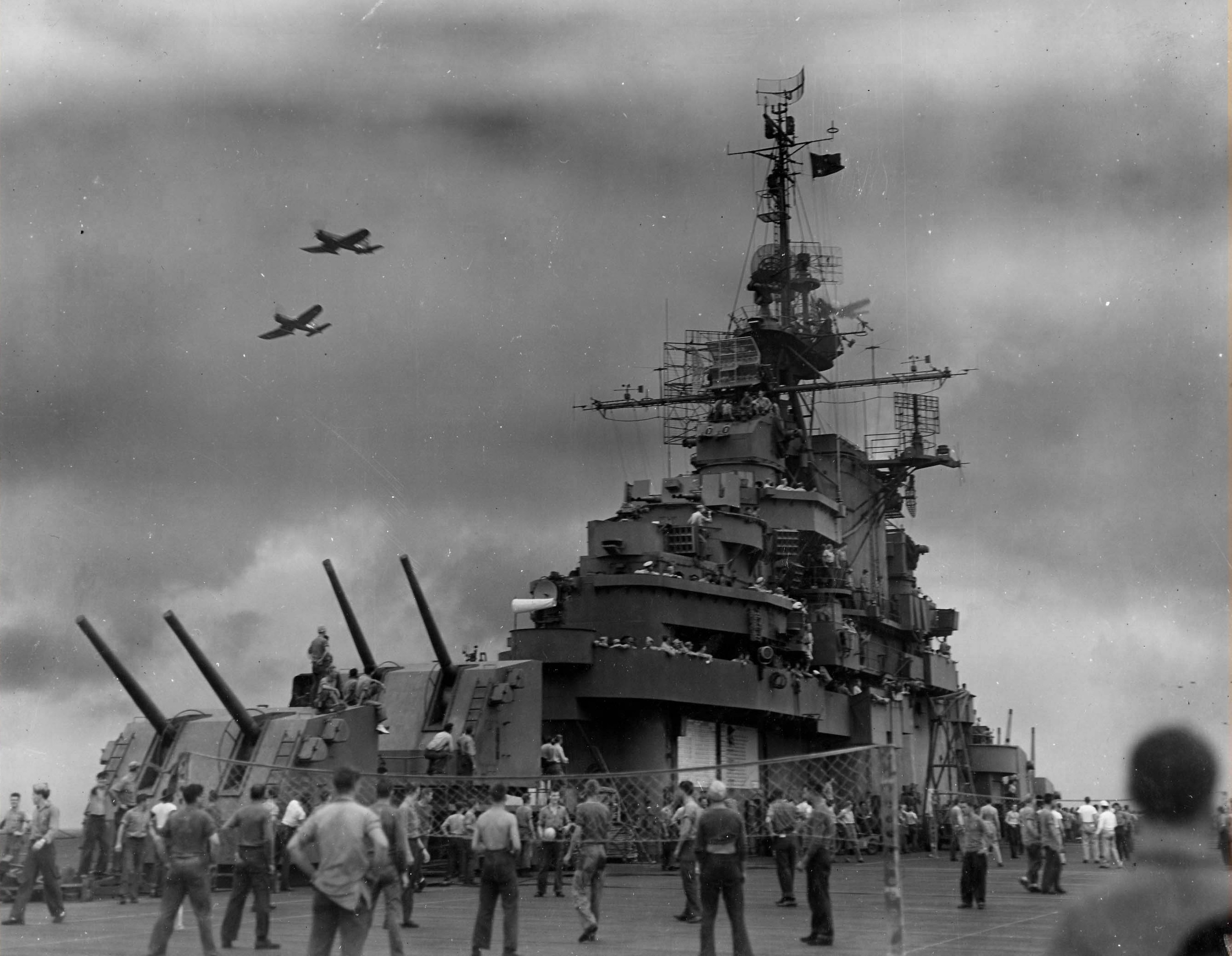
飛行甲板でバレーボールが行われている(1945年)
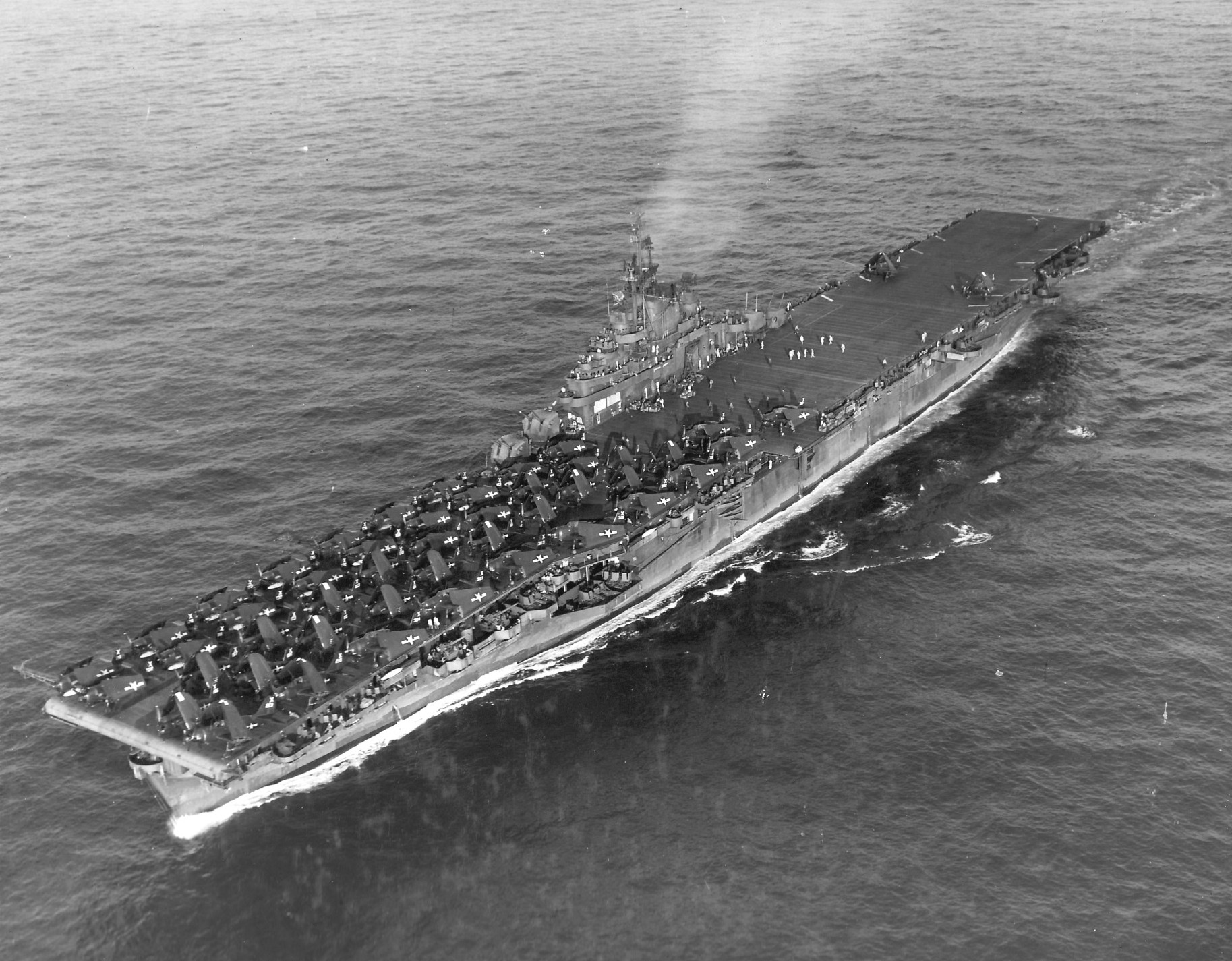
1945年8月6日撮影
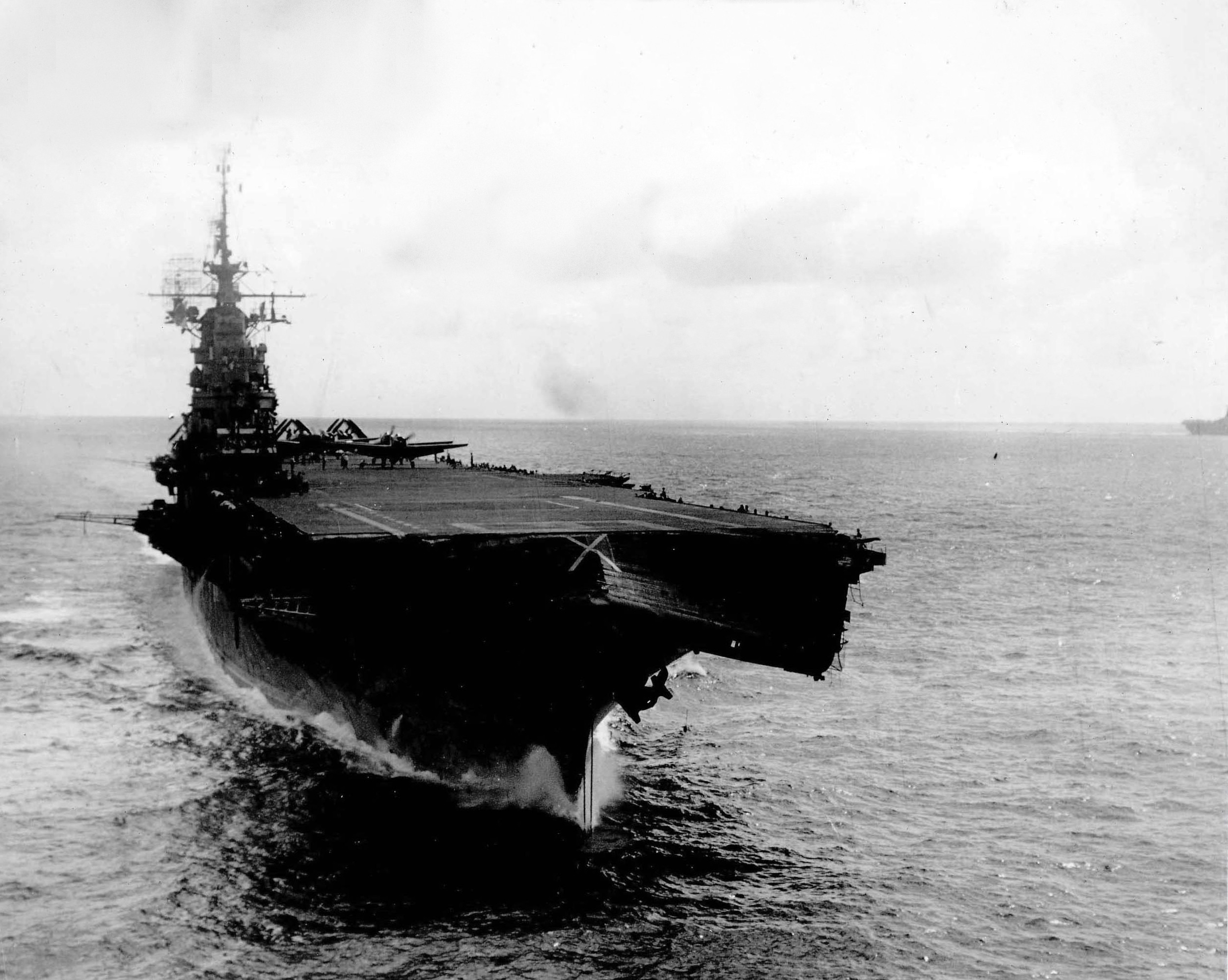
1945年8月26日、台風により飛行甲板を損傷
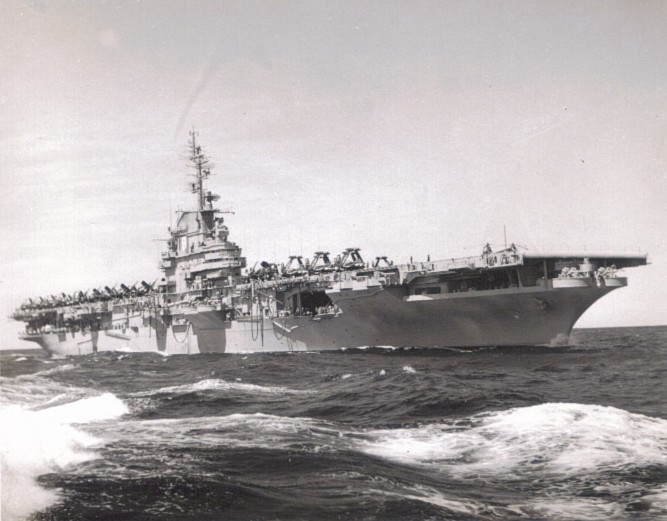
SCB-27A改装後(1951年)
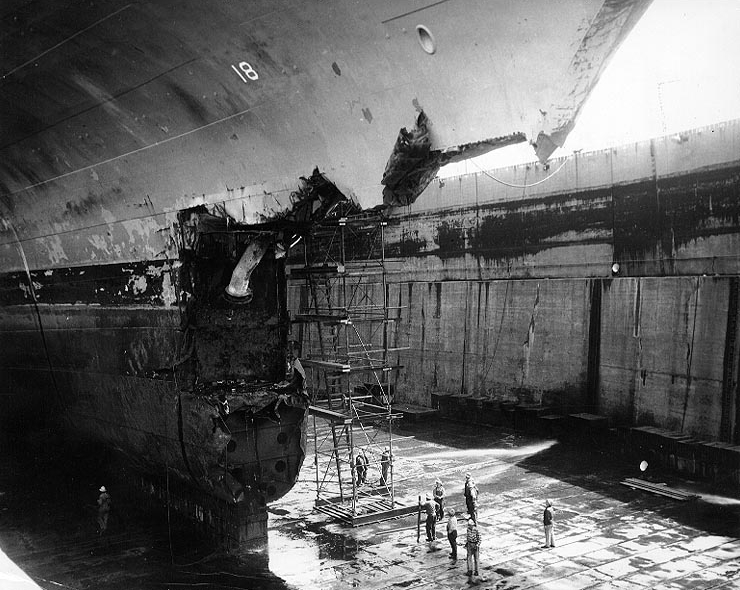
1952年、衝突事故により艦首を損傷
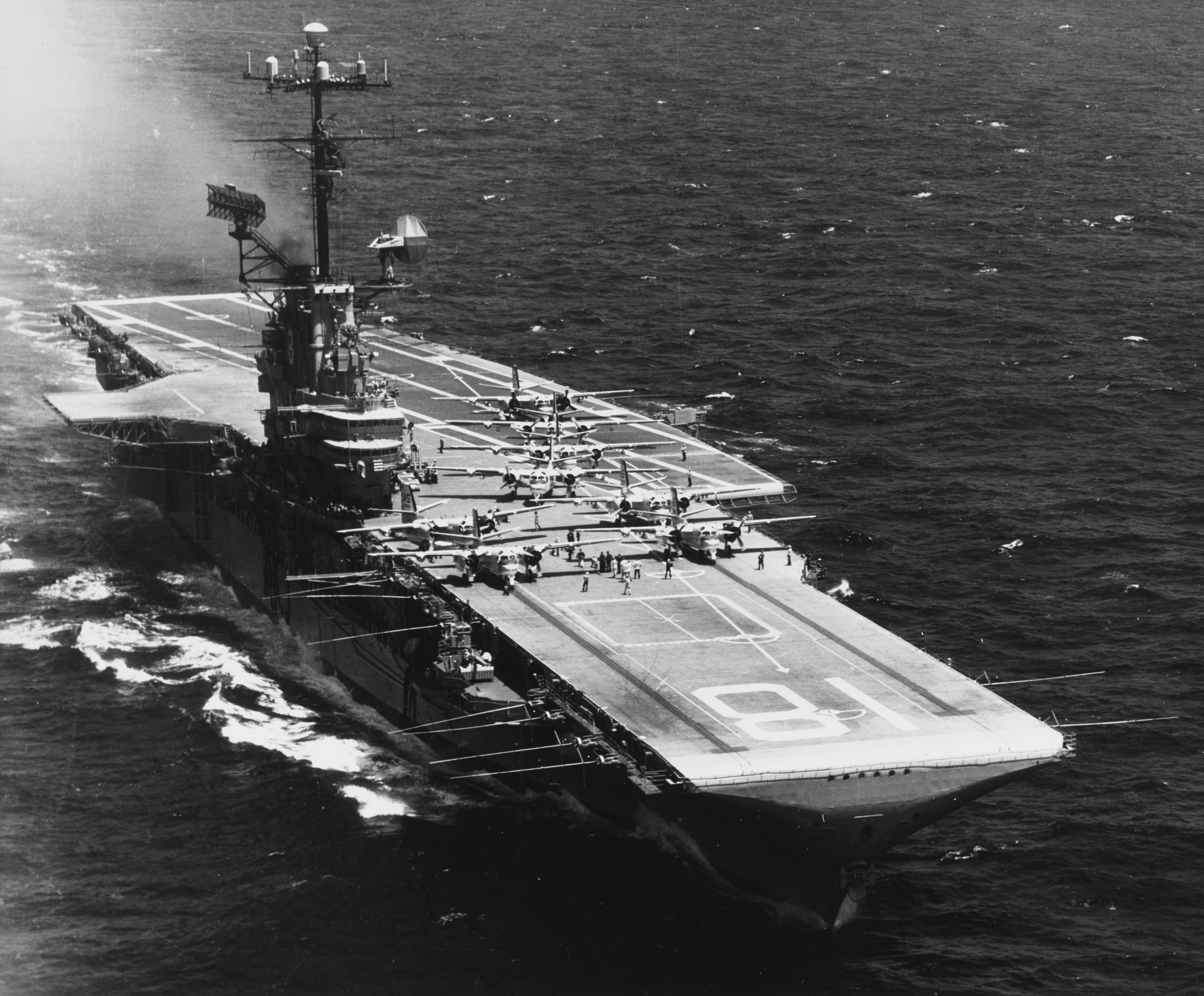
SCB-125改装後(1968年)